# San Salvador de Camba
San Salvador de Camba es una parroquia española del municipio de Rodeiro, perteneciente a la provincia de Pontevedra, en la comunidad autónoma de Galicia.

## Historia
Hacia mediados del siglo XIX, la parroquia, ya por entonces perteneciente a Rodeiro, tenía contabilizada una población de doscientos habitantes. Aparece descrita en el quinto volumen del Diccionario geográfico-estadístico-histórico de España y sus posesiones de Ultramar de Pascual Madoz con las siguientes palabras:

CAMBA (San Salvador de): felig. en la prov. de Pontevedra (11 1/2 leg.), part. jud. de Lalin (2), dióc. de Lugo (9 1/2), ayunt. de Rodeiro (1/2): sit. en la falda occidental del monte Faro, donde la combaten todos los vientos; y el clima, aunque frio, es saludable. Comprende las ald. de Adro-Chouso, Fornás, Iglesia, Melid, Poute, Tabalde, Tabaldiño, que reunen unas 30 casas de mediana fáb. La igl. parr., dedicada á San Salvador, se halla servida por un cura, cuyo destino es de entrada y de patronato laical. Confina el térm. con el mencionado monte y las felig. de Salto, Portela y Pedrodo. El terreno es quebbrado, montuoso y poco fértil; hay en la parte inculta mucho arbolado de robles y abedules, y abundancia de yerbas de pasto. Brotan en varios sitios fuentes de buenas aguas y que sirven para beber y otros objetos. Los caminos son locales y en mal estado; el correo se recibe en Rodeiro. prod.: cereales, patatas y legumbres. Cria ganado vacuno, lanar y cabrio, hay caza de liebres, conejos y perdices, y bastantes animales dañinos. pobl.: 30 vec., 150 almas. contr.: con el ayunt. (V.)
(Madoz, 1846, p. 331)

En 2023, tenía empadronados 89 habitantes.